# Instruction (droit)
Pour les articles homonymes, voir Instruction.
L'instruction désigne, en droit, les formalités nécessaires pour mettre une affaire en état d’être jugée. 
La signification précise dépend du pays et du domaine du droit (droit civil, droit pénal, etc.).

## Droit par pays

### France
En droit pénal français, l'instruction est la procédure durant laquelle un juge d'instruction (magistrat instructeur) rassemble des preuves sur la commission d'une infraction et décide du renvoi devant la juridiction de jugement, des personnes contre lesquelles il existe des charges.
Le juge d'instruction constitue le premier degré de l'instruction. Au second degré, c'est la chambre de l'instruction qui est compétente. Cette dernière statue sur les appels formés contre les ordonnances des juges d'instruction et contre les décisions du juge des libertés et de la détention.

### Suisse
En Suisse, l'instruction par le ministère public est définie par le Code de procédure pénale.

### Québec (Canada)
En droit civil québécois, l'instruction est la « phase d'un procès civil qui comprend l'enquête consacrée à l'administration de la preuve suivie des débats où les parties font leur plaidoirie ».